# Закон Джоуля — Ленца
Закон Джо́уля — Ле́нца  — фізичний закон, що дає кількісну оцінку теплової дії електричного струму. Закон був експериментально встановлений у 1841 році англійським фізиком Джеймсом Прескоттом Джоулем і незалежно від нього російським вченим Емілієм Ленцом в 1842 році.
Фізичною природою виділення тепла при проходженні струму через провідник є те, що потенціальна енергія носіїв заряду, які подолали ділянку кола зменшується, а кінетична енергія залишається в середньому однаковою на початку й у кінці шляху. Втрачена носіями заряду енергія дисипує, тобто передається коливанням атомів провідника і переходить у тепло.

## Визначення
Формулювання закону звучить наступним чином:

Кількість теплоти, що виділяється в провіднику зі струмом, прямо пропорційна силі струму, напрузі й часу проходження струму через провідник.

Математичний запис закону:
{\displaystyle Q=IUt},
де {\displaystyle I} — сила струму, {\displaystyle U} — спад напруги на ділянці кола, {\displaystyle t} — час проходження струму.
Застосувавши закон Ома для ділянки кола, закон Джоуля-Ленца можна записати як 
{\displaystyle Q=I^{2}Rt},
де {\displaystyle R} — опір провідника.

## Закон Джоуля-Ленца в диференційній формі
Закон Джоуля-Ленца можна записати також для елементарного об'єму провідника {\displaystyle \!dV=ds\cdot dl}, в якому за час  {\displaystyle dt} виділятиметься теплота:
{\displaystyle \!dQ=(dI)^{2}R_{dV}{dt}}
де {\displaystyle \!R_{dV}} — опір елементарного об'єму, а {\displaystyle dI} — елементарна сила струму, що протікає через  елемент поверхні площею {\displaystyle ds}
{\displaystyle \!R_{dV}=\rho {\frac {dl}{ds}}},
де {\displaystyle \rho } — питомий опір.
З закону Ома {\displaystyle \!j=\sigma E}. З другого боку,
{\displaystyle \!dI=jds=\sigma Eds},
де {\displaystyle \sigma } — електропровідність, а {\displaystyle \!E} — напруженість електричного поля.
{\displaystyle \!\rho ={\frac {1}{\sigma }}}
{\displaystyle \!dQ=\sigma ^{2}E^{2}{ds}^{2}\rho {\frac {dl}{ds}}dt}
{\displaystyle \!dQ=\sigma E^{2}dVdt}
Ввівши поняття елементарної питомої потужності струму — кількості теплоти, що виділяється в одиниці об'єму за одиницю часу, можна записати:
{\displaystyle \!\omega ={\frac {dQ}{dVdt}}}.
Тоді
{\displaystyle \!\omega =\sigma E^{2}}.

Питома теплова потужність струму дорівнює добутку провідності на квадрат напруженості.

## Практичне значення

### Зниження втрат енергії
При передаванні електроенергії теплова дія струму є небажаною, оскільки це призводить до втрат енергії. Оскільки потужність, що передається, лінійно залежить як від напруги, так і від сили струму, а потужність нагріву залежить від сили струму квадратично, то вигідно підвищувати напругу перед передаванням електроенергії, знижуючи при цьому силу струму. Однак, підвищення напруги знижує електробезпеку ліній електропередачі.

### Електронагрівальні прилади
В основі роботи багатьох електронагрівальних приладів лежить закон Джоуля — Ленца. Такі прилади використовують нагрівальний елемент, що є провідником з високим опором. Підвищення опору досягається вибором сплаву з високим питомим опором (наприклад, ніхрому, константану), збільшенням довжини провідника і зменшенням його поперечного перерізу.

### Плавкі запобіжники
Для захисту електричних кіл від протікання надмірно великих струмів використовується відрізок провідника зі спеціальними характеристиками. Це провідник малого перерізу і виготовлений з такого сплаву, що при допустимому струмі нагрів провідника не перегріває його, а при надмірно великих струмах перегрів провідника стає настільки значним, що провідник розплавлюється і розмикає коло.